# وايثي (ويسكونسن)
وايثي (بالإنجليزية: Withee, Wisconsin)‏ هي قرية تقع في الولايات المتحدة في مقاطعة كلارك (ويسكونسن). يقدر عدد سكانها بـ 487 نسمة ومساحتها 2.15 كم2 وترتفع عن سطح البحر 380 متر.

## التركيبة السكانية
قام مكتب تعداد الولايات المتحدة بتحديد بيانات التركيبة السكانية لوايثي في تعداد الولايات المتحدة. في ما يلي، التركيبة السكانية حسب تعدادي 2000 و2010.

### تعداد عام 2000
بلغ عدد سكان وايثي 507 نسمة بحسب تعداد عام 2000، وبلغ عدد الأسر 213 أسرة وعدد العائلات 142 عائلة مقيمة في القرية. في حين سجلت الكثافة السكانية 606.2 نسمة لكل ميل مربع (234.1/كم2). وبلغ عدد الوحدات السكنية 228 وحدة بمتوسط كثافة قدره 272.1 نسمة لكل ميل مربع (105.1/كم2).
وتوزع التركيب العرقي للقرية بنسبة 98.43% من البيض و 0.39% من الأمريكيين الأصليين و 0.20% من الأمريكيين ذوي الأصول الآسيوية و 0.79% من عرقين مختلطين أو أكثر.
بلغ عدد الأسر 213 أسرة كانت نسبة 28.6% منها لديها أطفال تحت سن الثامنة عشر تعيش معهم، وبلغت نسبة الأزواج القاطنين مع بعضهم البعض 51.6% من أصل المجموع الكلي للأسر، ونسبة 11.3% من الأسر كان لديها معيلات من الإناث دون وجود شريك، وكانت نسبة 33.3% من غير العائلات. تألفت نسبة 29.6% من أصل جميع الأسر من أفراد ونسبة 18.8% كانوا يعيش معهم شخص وحيد يبلغ من العمر 65 عاماً فما فوق. وبلغ متوسط حجم الأسرة المعيشية 2.89، أما متوسط حجم العائلات فبلغ 2.36.
بلغ العمر الوسطي للسكان 40 عاماً. وكانت نسبة 24.0% من القاطنين تحت سن الثامنة عشر، وكانت نسبة 5.9% بين الثامنة عشر والأربعة وعشرون عاماً، ونسبة 28.5% كانت واقعةً في الفئة العمرية ما بين الخامسة والعشرون حتى والأربعة وأربعون عاماً، ونسبة 21.1% كانت ما بين الخامسة والأربعون حتى الرابعة والستون، ونسبة 20.5% كانت ضمن فئة الخامسة والستون عاماً فما فوق. يوجد لكل 100 أنثى 94.6 ذكر، ويوجد لكل 100 أنثى في الثامنة عشر من عمرها فما فوق 85.6 ذكر.
بلغ متوسط دخل الأسرة في القرية 29,625 دولار، أما متوسط دخل العائلة فبلغ 38,542 دولار. وكان متوسط دخل الذكور 31,250 دولار مقابل 21,250 دولار للإناث. وسجل دخل الفرد الخاص بالقرية 18,874 دولار. وكانت نسبة 3.8% من العائلات ونسبة 6.8% من السكان تحت خط الفقر، وكان من هؤلاء نسبة 15.2% تحت سن الثامنة عشر ونسبة 9.5% في الخامسة والستين من العمر وما فوق.

### تعداد عام 2010
بلغ عدد سكان وايثي 487 نسمة بحسب تعداد عام 2010، وبلغ عدد الأسر 232 أسرة وعدد العائلات 131 عائلة مقيمة في القرية. في حين سجلت الكثافة السكانية 586.7 نسمة لكل ميل مربع (226.5/كم2). وبلغ عدد الوحدات السكنية 254 وحدة بمتوسط كثافة قدره 306.0 لكل ميل مربع (118.1/كم2).
وتوزع التركيب العرقي للقرية بنسبة 99.0% من البيض و 0.2% من الأمريكيين الأصليين و 0.2% من الأمريكيين ذوي الأصول الآسيوية و 0.6% من عرقين مختلطين أو أكثر.
بلغ عدد الأسر 232 أسرة كانت نسبة 23.3% منها لديها أطفال تحت سن الثامنة عشر تعيش معهم، وبلغت نسبة الأزواج القاطنين مع بعضهم البعض 41.8% من أصل المجموع الكلي للأسر، ونسبة 9.1% من الأسر كان لديها معيلات من الإناث دون وجود شريك، بينما كانت نسبة 5.6% من الأسر لديها معيلون من الذكور دون وجود شريكة وكانت نسبة 43.5% من غير العائلات. تألفت نسبة 37.1% من أصل جميع الأسر من أفراد ونسبة 16.8% كانوا يعيش معهم شخص وحيد يبلغ من العمر 65 عاماً فما فوق. وبلغ متوسط حجم الأسرة المعيشية 2.76، أما متوسط حجم العائلات فبلغ 2.10.
بلغ العمر الوسطي للسكان 45.5 عاماً. وكانت نسبة 21.1% من القاطنين تحت سن الثامنة عشر، وكانت نسبة 4.2% بين الثامنة عشر والأربعة وعشرون عاماً، ونسبة 23.9% كانت واقعةً في الفئة العمرية ما بين الخامسة والعشرون حتى والأربعة وأربعون عاماً، ونسبة 31.4% كانت ما بين الخامسة والأربعون حتى الرابعة والستون، ونسبة 19.5% كانت ضمن فئة الخامسة والستون عاماً فما فوق. وتوزع التركيب الجنسي للسكان بنسبة 49.3% ذكور و50.7% إناث.

## الموقع الجغرافي
الموقع الجغرافي للمناطق المحيطة بهذه النقطة هو كالتالي: